# Mather Tower
La Mather Tower és un gratacel situat al 75 East Wacker Drive al  Loop de Chicago a l'estat d'Illinois als Estats Units. Forma part del barri històric deMichigan-Wacker Historic District.
Acabat el 1928, l'edifici compta 41 pisos i s'eleva a 158 metres. La part superior de l'edifici és de forma octogonal i els pisos que el componen són els més petits a un gratacel d'aquesta alçada a Chicago.
L'arquitecte Herbert Hugh Riddle ha concebut aquest edifici com a seu de la societat Mather Stock Car Company, que fabricava vagons, en particular per al transport de bestiar. El fundador de la societat és Alonzo C. Mather. Inicialment hi havia prevista en el projecte una torre bessona just al costat de la Mather Tower, però quan el mercat borsari es va esfondrar, els projectes per al segon edifici es van deixar de banda.
El 2000, les quatre corones superiors van ser suprimides per raons de seguretat després que bocins de terracota caiguessin de la façana. El 2006, l'edifici va ser renovat i va rebre un premi d'excel·lència com a edifici històric al Nacional Trust fur Historic Preservation.